# 目力村
目力村是中华人民共和国广东省茂名市电白区罗坑镇下辖的行政村。目力村位于罗坑镇东北部，下有白坟村、长坡村、目力村、石古塘村、塘背村、村头村、村东村、坡面村、坡面垌村、新村、高坎村、村尾村等12个自然村。2008年被县、镇评为先进支部。2023年5月，广东省爱卫会授予目力村2022年广东省卫生村称号。

## 历史
1953年设目力乡。1958年称目力生产大队。1983年10月，改称目力乡，为罗坑区下辖15个乡之一。1987年4月，罗坑区改为罗坑镇，成立目力村委会。1989年9月，改称目力管理区，下辖白坟村、长坡村、目力村、石古塘村、塘背村、新村村、坡面垌村、白云村、村头村、村尾村、高坝村等11个自然村。1999年，改回目力村委会，名称沿用至今。

## 行政与地理
目力村的城乡分类代码为220，根据国家统计局《统计用区划代码和城乡划分代码编制规则》，目力村属于“村庄”。目力村位于罗坑镇东北，面积1.39平方公里，其中耕地面积1772亩。2012年时，在册户数为622户，人口共2384人，辖12个村民小组。目力村的主要经济作物为辣椒。